# ルシタニア (客船)
ルシタニア（RMS Lusitania）は、イギリス船籍、キュナード・ライン所有のオーシャン・ライナーで、ジョン・ブラウン・アンド・カンパニーによって建造された商船。進水は1906年6月7日木曜日で、当時最大の旅客船であった。
第一次世界大戦中の1915年5月7日、ドイツ海軍の潜水艦U20より、南部アイルランド沖15 kmの地点で雷撃を受け、わずか18分で沈没した。乗客1,198名が死亡した。
犠牲者の中には128名のアメリカ人が含まれており、アメリカが孤立主義政策を一転し第一次世界大戦の参戦へと傾くきっかけとなったが、参戦の決定打となったのは1917年1月のツィンメルマン電報事件である。

## 建造・テスト

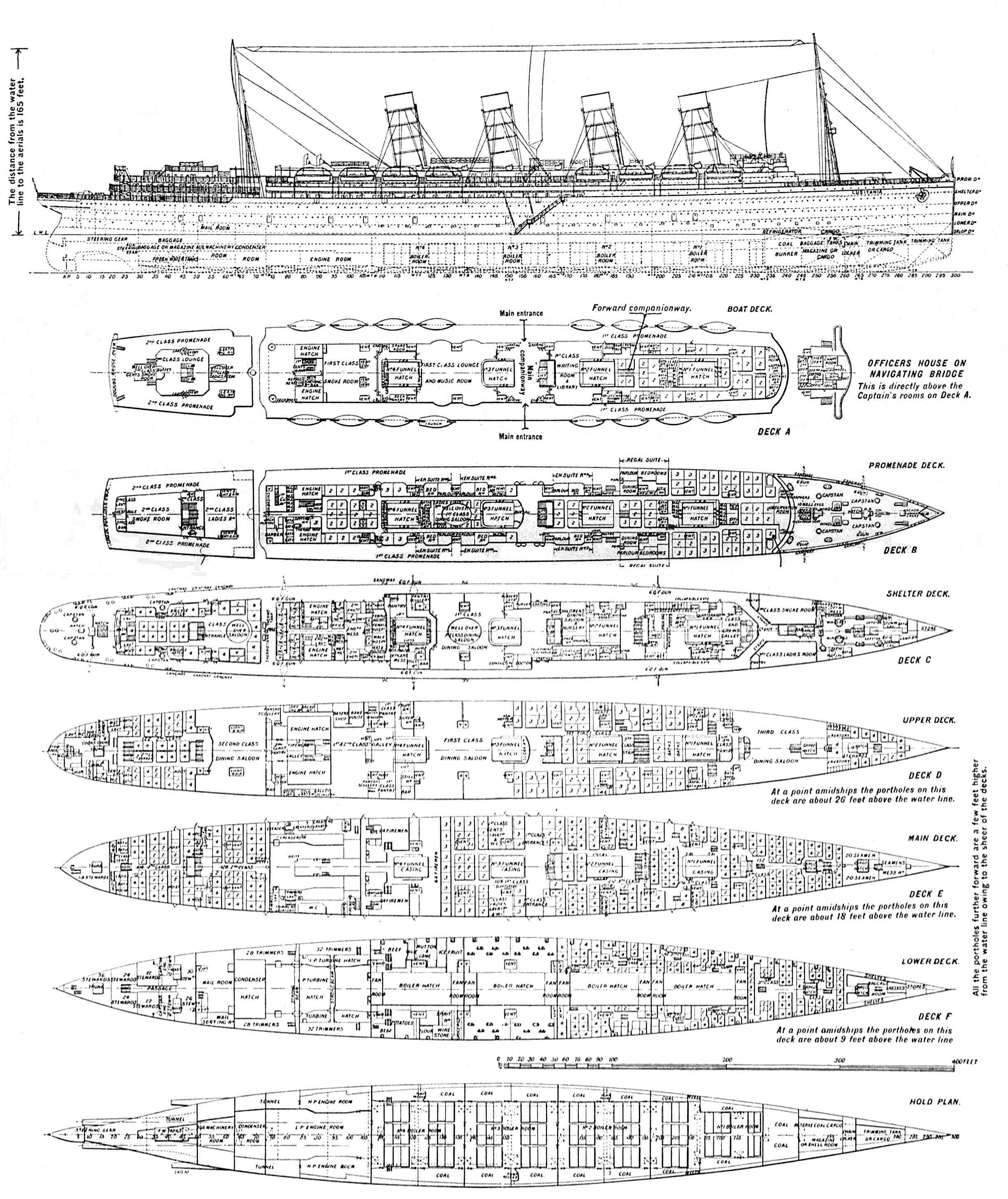
ルシタニアの設計図

ルシタニアの船名は古代ローマ属州のひとつであった「ルシタニア」に由来する。キュナード・ラインによって発注され、ジョン・ブラウン・アンド・カンパニーの367番ドックで1904年6月16日に建造が始まり、1906年6月7日木曜日に進水した。
ルシタニアと姉妹船のモーリタニアが建造された時期には、ブルーリボン賞を巡る客船のスピード競争がイギリスとドイツ国（ドイツ帝国）の間で繰り広げられていた。20世紀初頭、このブルーリボン賞はドイツ国が独占しており、世界屈指の海洋国家を自負するイギリスはこれを取り戻そうと必死であった。同時に資産家であったジョン・モルガンが北大西洋を航路とする海運企業の買収を計画しており、その中にはキュナード・ラインのライバル企業であるオセアニック・スチーム・ナビゲーション社のホワイト・スター・ラインも含まれていた。これを受けキュナード・ラインは1903年、バルフォア政権から260万ポンドの援助を受けてルシタニアとモーリタニアの2隻を建造することを発表し、イギリス政府も有事の際には軍が徴用し仮装巡洋艦として使用することを前提に15万ポンドの維持費を援助すると発表した。
1907年7月27日、ルシタニアの海上公試が始まった。この時のスピード記録はそれまでの客船の歴史を塗り替えるものだったが、一連の試験航海では最高速度で航行すると激しい振動が発生したため、対策として船体の補強追加工事を行い、ルシタニアは最終的に同年8月26日にキュナード・ラインに引き渡された。
1907年9月7日にニューヨークに向けて処女航海をし、9月13日に到着した。この時、ルシタニアは新たな記録を打ち出して客船ドイッチュラントの記録を破り、ブルーリボン賞を受賞した。

### オリンピック級客船との比較

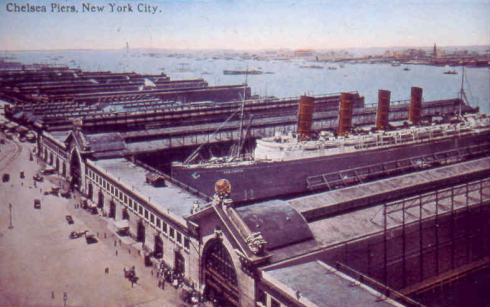
絵葉書に描かれたルシタニア

キュナード・ラインのルシタニア級とホワイト・スター・ラインのオリンピック級では船体構造とエンジン・システムが対照的に異なっていた。
水密区画の設計については、オリンピック級は大きな防水区画を備えていただけであったが、ルシタニア級は防水区画を空間単位で分け、とりわけ片舷の損傷を考えての縦通隔壁としている。建造の際に政府から条件付（特設巡洋艦への改装が前提）で援助を受けた経緯もあり、当時としては進歩的な防水隔壁が整備されていた。石炭庫やボイラーなど重量物は船体の外側寄りに配置した。ルシタニア級はオリンピック級と異なり、乗客の定員に対して十分な数の救命ボートを搭載していた。
オリンピック級客船3隻（オリンピック、タイタニック、ブリタニック）
はルシタニア級より大型で、5年のちの1911年6月より運航を開始した。

## 運航

1907年9月13日、処女航海でニューヨークに着いたルシタニア。
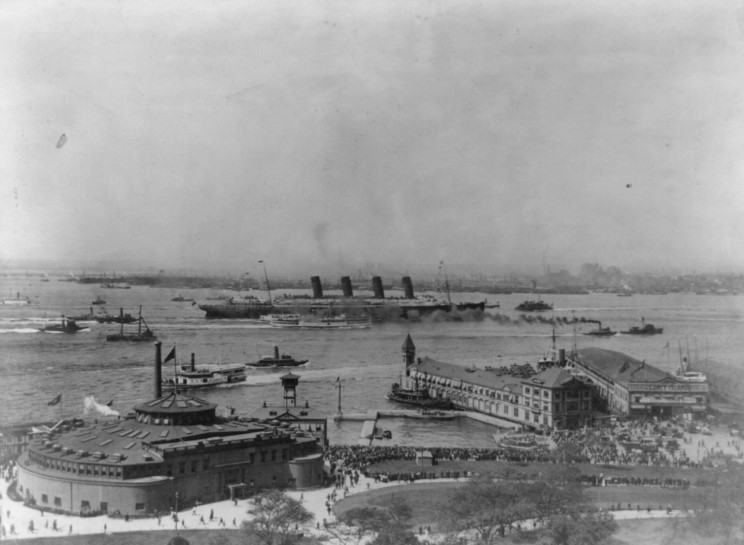
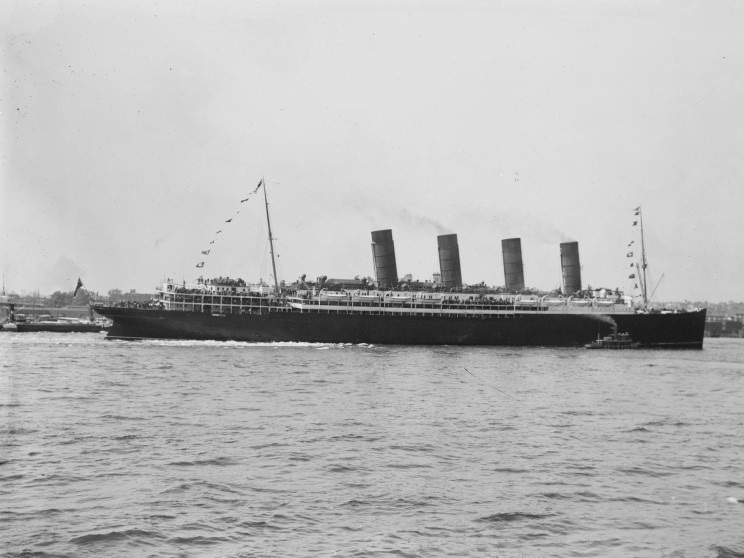
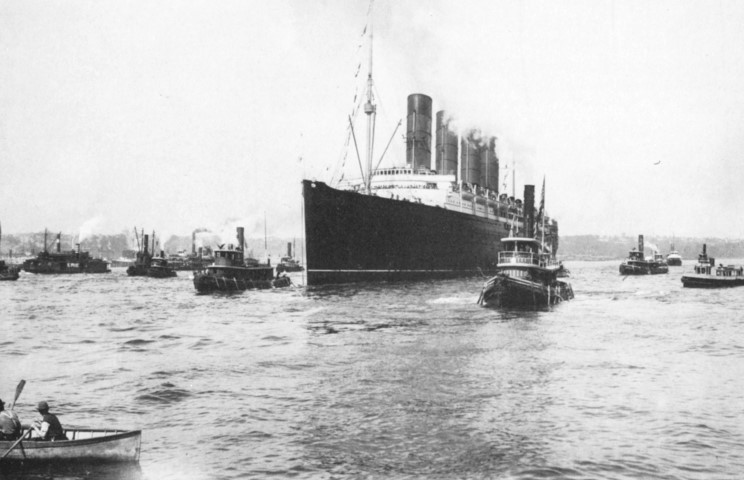
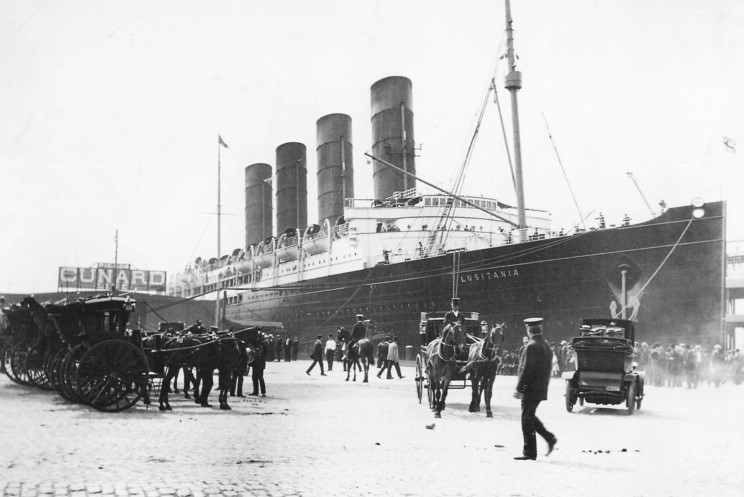
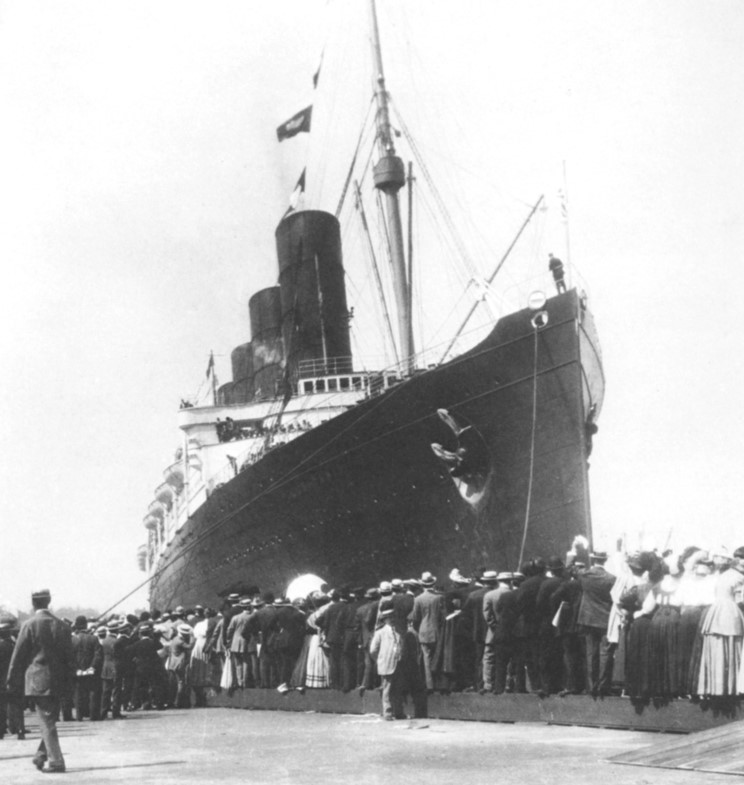
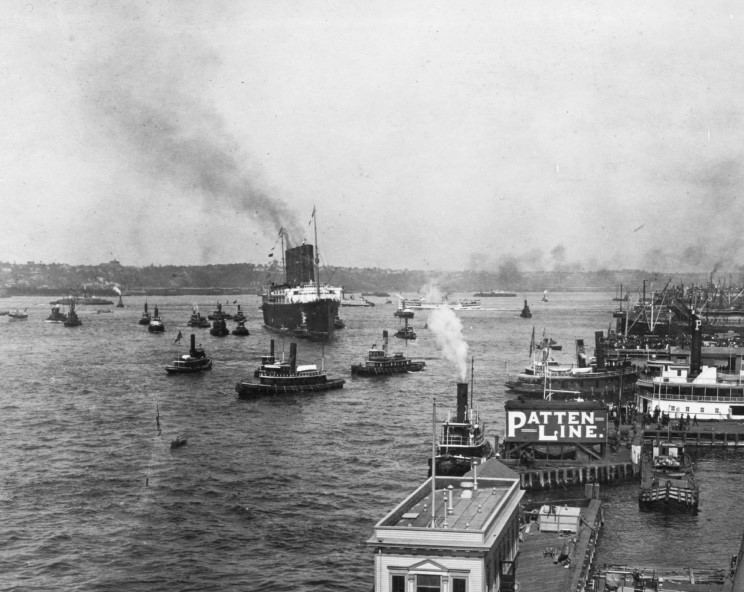

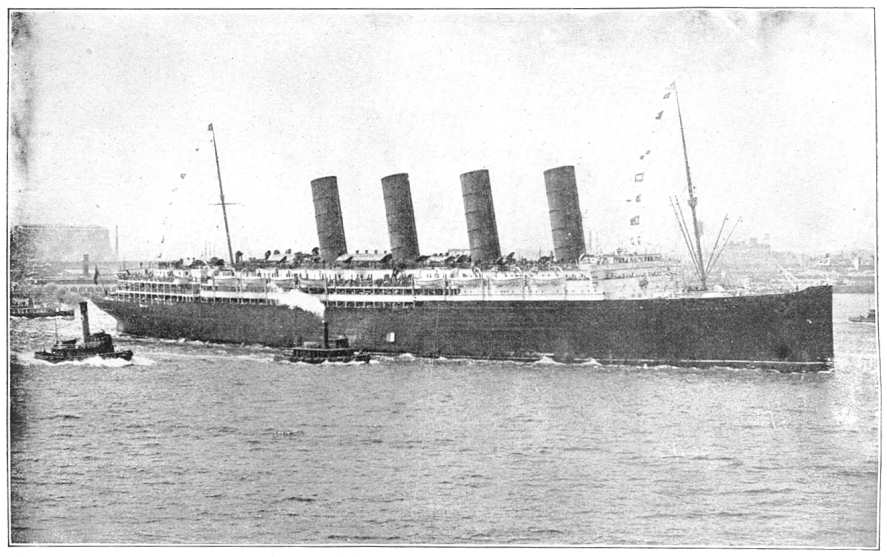
タグボートに囲まれながら出港するルシタニア

1907年9月7日、ルシタニアは処女航海でリヴァプールを出発した。指揮を執ったのはジェームズ・ワット船長で、ニューヨークに着いたのは9月13日だった。その後同年11月に姉妹船モーリタニアが就航し、2隻で航海を行っていた。ルシタニアは合計すると、客船として運航された8年間にリヴァプール - ニューヨーク間を202回往復した。
1907年10月、ルシタニアは客船カイザー・ヴィルヘルム2世から東回り航路のブルーリボン賞を奪った。これにより、それまで10年間ドイツが独占していたブルーリボン賞が再びイギリスに渡ることとなった。ルシタニアの記録は西回り航路で23.99 ノット (44.4 km/h) 、東回り航路で23.61ノット (43.7 km/h) であった。
姉妹船モーリタニアが運航されてからは、ブルーリボン賞はこの両姉妹船が独占することとなった。ルシタニアの最速記録は1909年の西回り航路25.85ノット(47.9 km/h)であったが、同年9月、モーリタニアに敗れた。

## ハドソン・フルトン記念祭

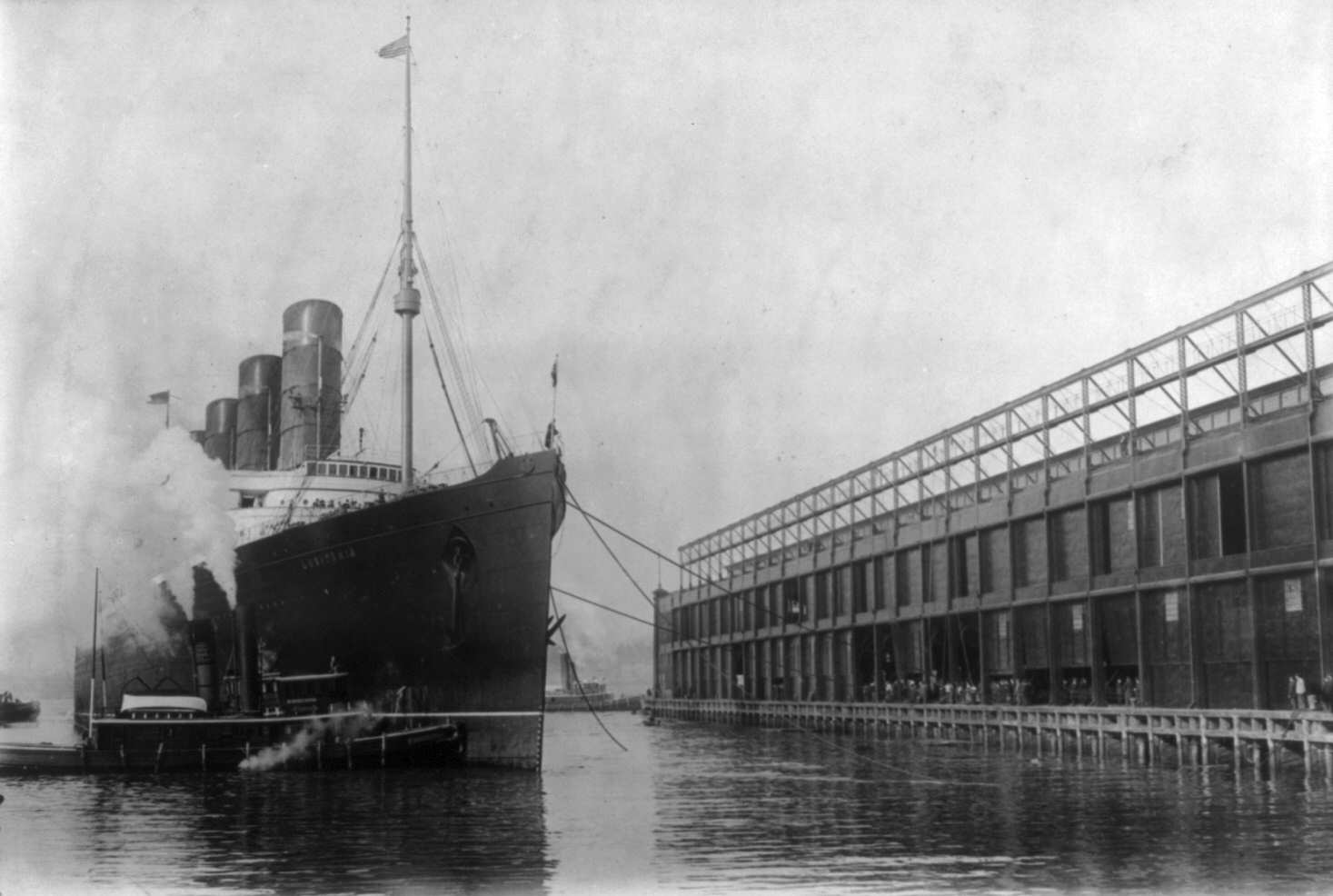
1908年ニューヨーク54番埠頭についたルシタニア

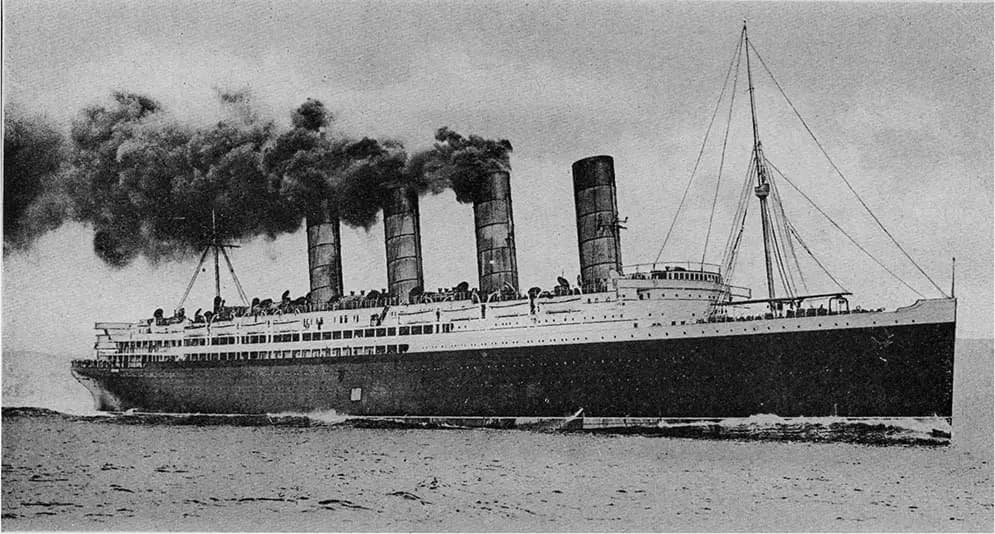
試験運用において蒸気機関を使用するルシタニア

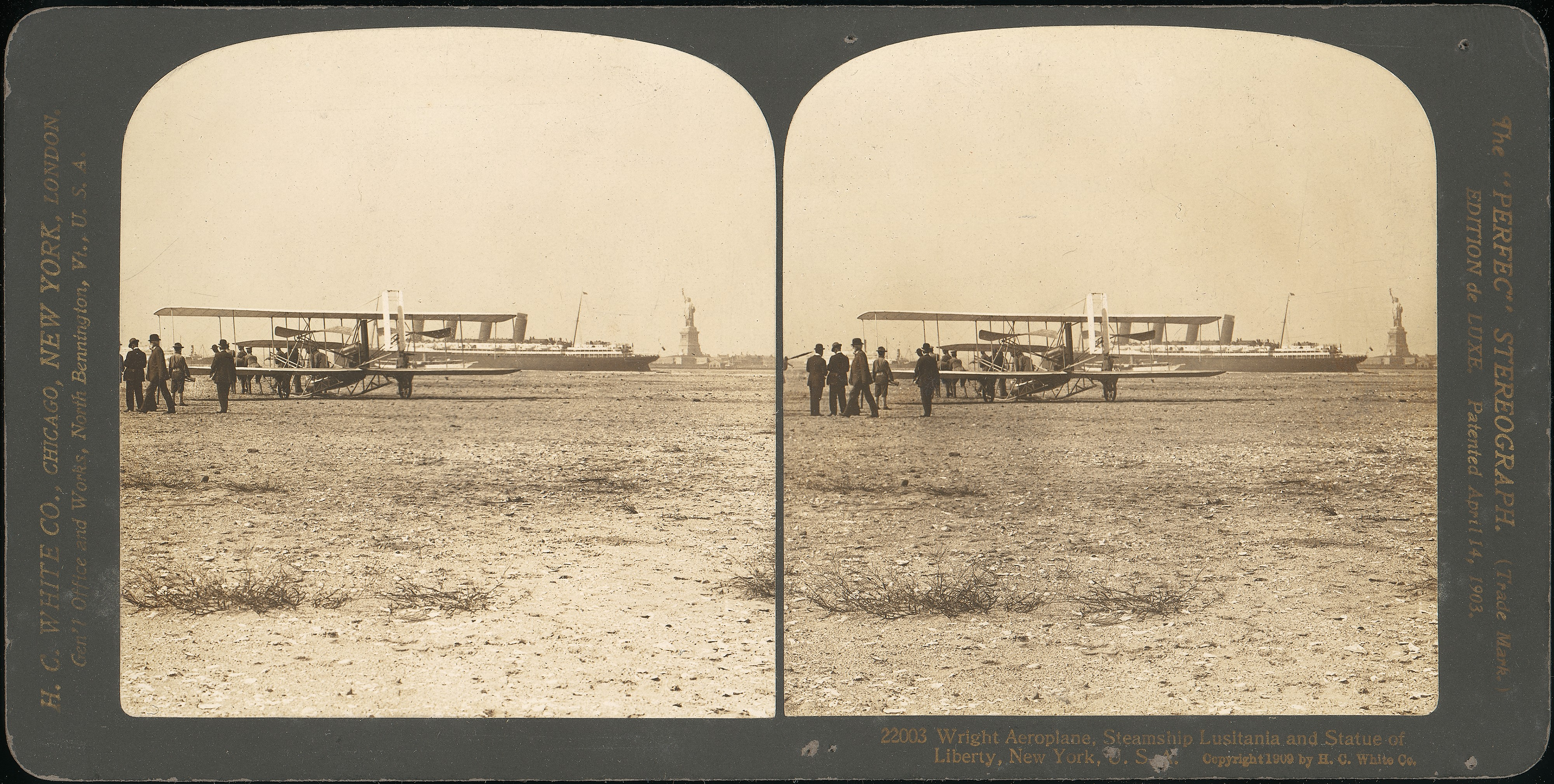
ライトフライヤー号とルシタニア号、右端に自由の女神が見える。

ルシタニアなどの船舶が1909年9月から10月初めにかけてニューヨーク市で行われたハドソン・フルトン記念祭に参加した。これはヘンリー・ハドソンが彼の名が付けられた川を旅行したことの300周年とロバート・フルトンの蒸気船「クラーモント」の100周年の祝賀である。記念祭は当時存在した様々な輸送手段の展示でもあり、ルシタニアは蒸気船技術の最新の進歩を表していた。旅行の新しい手段のひとつは航空機であった。ウィルバー・ライトはライトフライヤー号をガバナーズ島 (Governors Island) に運び、航空機というものを見たことがなかった数百万人のニューヨーク市民の前で飛行の実演を始めた。ライトの飛行はルシタニアの真上でも行われ、その時のルシタニアの興味深い写真が少し残っている。

## 戦争時の運用

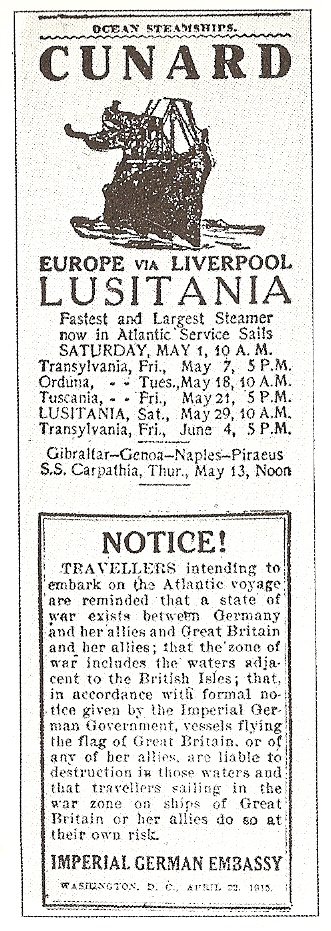
ルシタニアの広告と並んで掲載された警告文

当初、イギリス政府はルシタニアを武装商船として徴用することを前提として資金援助をおこなった。実際に1913年、機銃や弾薬が乗客に秘密裏に運び込まれ、船首に設置されテストされた。
第一次世界大戦が始まると、イギリス海軍本部はルシタニアを仮装巡洋艦として徴用することを検討したが、ルシタニアの艦の特性から石炭の消費が大きいこと、その巨体から攻撃の標的にされやすいこと、また、標的となった際に乗務員が危険にさらされることから、仮装巡洋艦には不適当であると判断し、代わりに小規模の貨客船を使用するとした。
以上の理由から、イギリスは大型の客船を徴用しない・徴用する場合には輸送船や病院船に回す、という方針を打ち出した。姉妹船モーリタニアは輸送船として徴用されたが、ルシタニアはキュナード・ラインによってアメリカ合衆国 - イギリスを結ぶ豪華客船として運航され続けた。ただ経済的理由から、ルシタニアの航海は月1回とされ、第4ボイラーを閉鎖して速度を21 ノット (39 km/h) 程度に落として運航された。しかしそれでも当時のUボートの速力10 ノット (18.5 km/h) より高速であった。
1915年2月4日、ドイツ帝国はイギリスの周辺海域に封鎖海域を設定し、2月18日周囲を通過する船舶は警告無しで撃沈するという「無制限潜水艦作戦」を実行した。しかし、当時は完全な「無制限」ではなく、厳密な臨検手続きの上で戦時禁制品の搭載があれば、乗員の退避後処分 (撃沈若しくは拿捕) する規定になっていた。ただしこの規定は、対象が艦隊行動中であったり、軍艦の護衛などの戦争行為を行っていれば臨検手続きを省いて撃沈することができるというものであった。
1915年3月6日、イギリス海軍本部は潜水艦を避けるため、駆逐艦が不足しているにもかかわらず、ヘンリー・オリバー提督によって駆逐艦ルイス (HMS Louis) とレーブロック (HMS Laverock) を護衛につけ、さらにQシップであるライオンズ (HMS Lyons) を送り込んだ。しかしルシタニアの船長ダニエル・ダウ (Daniel Dow) は、見慣れない軍艦が追ってくるのを見て、ドイツ海軍の偽装による接近である可能性を考慮し、これらの護衛を避けるようにしてリヴァプールに到着した。
1915年4月17日、ルシタニアは再びリヴァプールを出港した。この航海はルシタニアの201回目の航海となるものであり、4月24日にニューヨークに到着した。

## 最後の航海、沈没

### 最後の出港
1915年5月1日、ルシタニアはニューヨーク港54番埠頭から出港した。それ以前の4月22日、ドイツ大使館は、新聞に以下のような警告文を掲載していた。
- 原文

TRAVELLERS intending to embark on the Atlantic voyage are reminded that a state of war exists between Germany and her allies and Great Britain and her allies; that the zone of war includes the waters adjacent to the British Isles; that, in accordance with formal notice given by the Imperial German Government, vessels flying the flag of Great Britain, or any of her allies, are liable to destruction in those waters and that travellers sailing in the war zone on the ships of Great Britain or her allies do so at their own risk.
- 日本語訳

大西洋の航海に乗り出される渡航者の皆様にご注意申し上げます。一、ドイツ帝国とその同盟国、イギリスとその同盟国の間に戦争状態が存在すること。一、戦闘海域にはブリテン島の周辺海域も含むこと。一、ドイツ帝国政府からの公式通達に従い、イギリスとそのあらゆる同盟国の国旗を掲げた大型船はそれらの海域において攻撃対象となること。一、イギリスとその同盟国の船に乗って戦闘海域に向かう渡航者は自らのリスク負担によってこれを行なうこと。
以上の警告文は、被害を抑えるために、ルシタニアの広告と並んで掲載された。
この警告文は、乗客、乗務員に大きな衝撃を与え、58歳の経験豊富な船長ウィリアム”ボーラー・ビル”ターナーは、乗客を落ち着かせるために、ルシタニアがいかに高速であるかを説明し、Uボートに追いつかれて攻撃される心配はないと話した。そして航海初日、ルシタニアは予定より2時間遅れて正午に出港した。出港後、ルシタニアに潜んでいたドイツ人スパイ3名が船内で逮捕され、客室などから離れた部屋に拘留されていた。

### 東回り航路
ルシタニアは大西洋を無事通過し、アイルランド南部を通過していた。同じ頃、イギリス海軍本部の無線を傍受していた、ワルター・シュヴィーガー大尉率いるUボート「U20」は、それぞれのイギリス船舶の動きを察知し、シュヴィーガー艦長は現在のアイルランド西部から南部に移動するよう指令をだした。
5月5日、5月6日に、U20はファストネット岩礁 (Fastnet Rock) の周囲で3隻の船舶を撃沈し、イギリス海軍は自国籍の船舶に”敵潜水艦が南部アイルランド沖で活動中”という警告を発した。これを6日の夜に2回受信したルシタニアの船長ターナーは、水密区画を閉鎖、見張りを2人に増やし、視認されにくいようにルシタニアの照明を落として、救命ボートを待機させるなど、攻撃に備えた。
翌5月7日金曜日11:00頃、再び海軍から警告が発せられ、ターナー船長は進路を北東に指令した。いっぽうU20は燃料が減少したこと、魚雷が3本しか残っていなかったことから、補給の為哨戒を打ち切ることを決定し、U20は浮上、最高速力で航行していたが、13:00、シュヴィーガー艦長が水平線に船舶を発見したことから、進路を遮る形でU20は潜行した。

### 撃沈

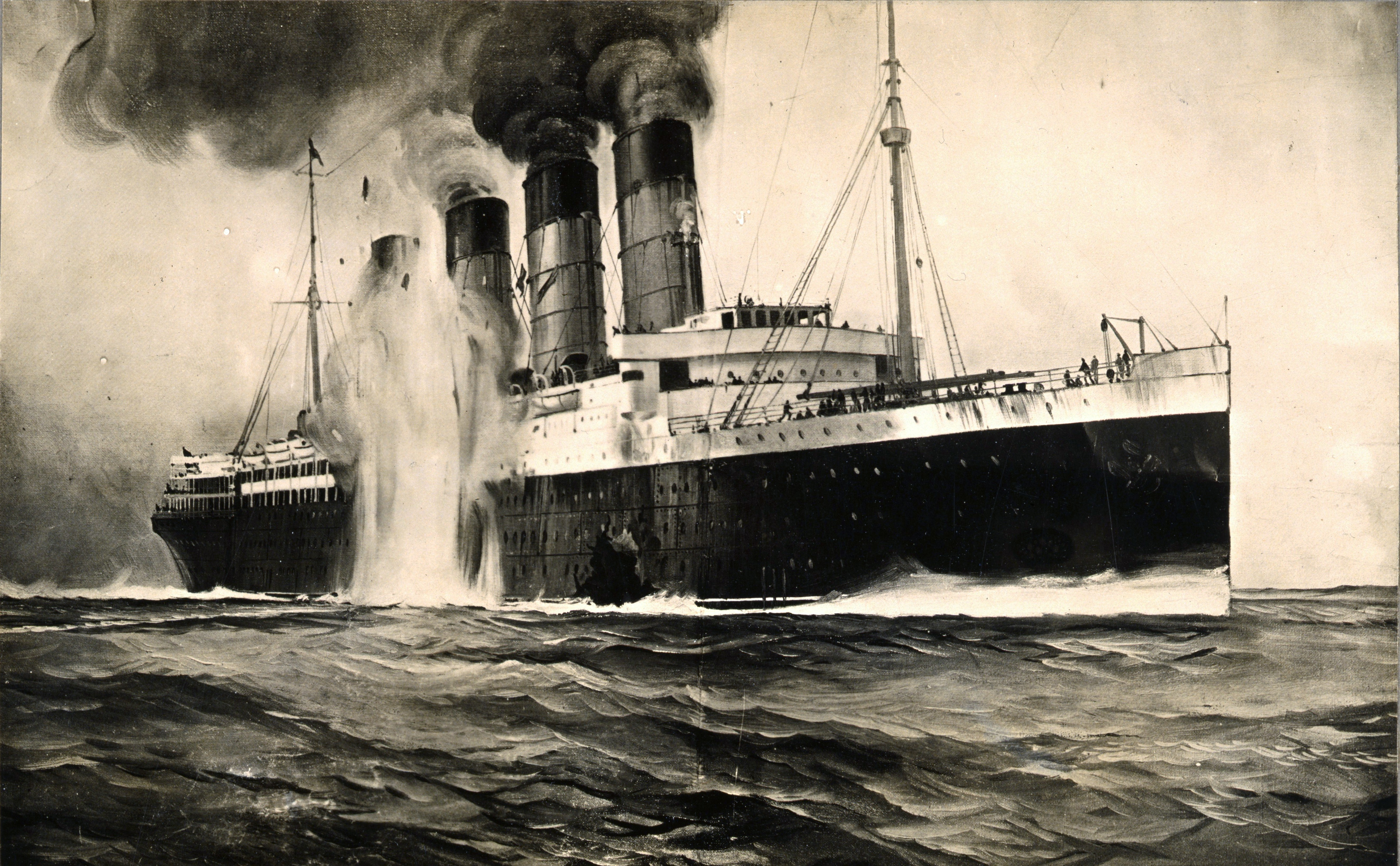
雷撃を受けたルシタニア

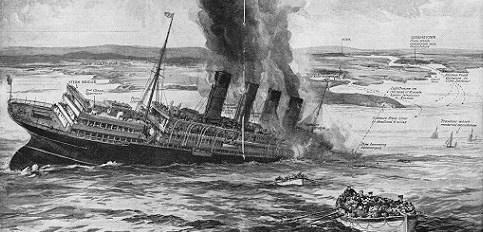
沈没の様子

ルシタニアはアイルランドのケープ・クリア島沖30 マイル (48 km) の地点で航行していたが、霧に遭ったため18ノットに減速し、アイルランド南部を航行していた。そして14時10分、U-20の前方にさしかかった。
U20のシュヴィーガー艦長は雷撃を命令し、2本の魚雷が発射された。ルシタニアは減速転舵して進路をU20の方にとってしまい、攻撃射程に入っていた。1本の魚雷が右舷ブリッジ直下に命中した。そしてその直後、魚雷の爆発に続いて2度目の大爆発が生じた。その衝撃で破片と煙が舞い上がり、5番救命ボートが損傷した。無線士はSOSを発信し、ターナー船長は総員退船を決定した。
縦通隔壁 (船を左右に分ける壁、本来は船の沈没を遅らす為の構造) の影響で、浸水の区画が偏り、ルシタニアは右舷に15度傾斜した。船長ターナーは船の針路を変え、意図的に座礁させることを試みたが、舵がきかなかった。魚雷の衝撃で操舵システムが破壊され、操船不能の状態になっていた。しかし、動力機関は動いていたため、ルシタニアは18 ノットを保ったまま航行し、その結果、大量の海水が船内に入り続ける結果となってしまった。
ルシタニアが右舷に傾斜したことで、救命ボートを降ろすのが困難となってしまった。右舷のボートは傾斜により船体から離れてしまい、搭乗が難しくなってしまった。左舷にあったボートは、船体外板を接合する際に使用したリベットにボートが当たり、ボートが損傷してしまった。ボートの転覆や沈没によって、海に投げ出され、死亡する乗客が相次いだ。また、船員の怠慢が原因で、ボートが転落したり、乗客が落水する事例もみられた。ルシタニアには救命ボートが48隻あり、全ての乗客・乗務員を乗せられたが、無事着水したのはわずか6隻で、その全てが右舷から降ろされたものだった。
船長ターナーは操船・減速を試みたが、船内の伝声管が破壊されていたため、機関室や舵室が応答せず、さらに船内も大混乱となっていた。U-20のシュヴィーガー艦長は潜望鏡でルシタニアの様子を確認したあと、14時25分、潜望鏡を戻し、現場を離れた。
6分後、ルシタニアの船首楼甲板が水没し、傾斜が激しくなっていった。魚雷を受けてから10分後、救命ボートを降ろす作業が始まったが、左舷では、乗客がパニックに陥り救命ボートに押しかけ、手すりを飛び越えて乗ろうとしていた。右舷では、幾つかのボートが流されてしまっていた。乗務員は詰め掛けてくる乗客に圧倒され、転落する者も現れた。このことで、さらにボートを降ろすことが困難になってしまった。人が押しかけるためボートから転落する乗客、ボートに飛び乗る乗客もいた。無事に着水できたのは先述したごく少数の救命ボートだけである。

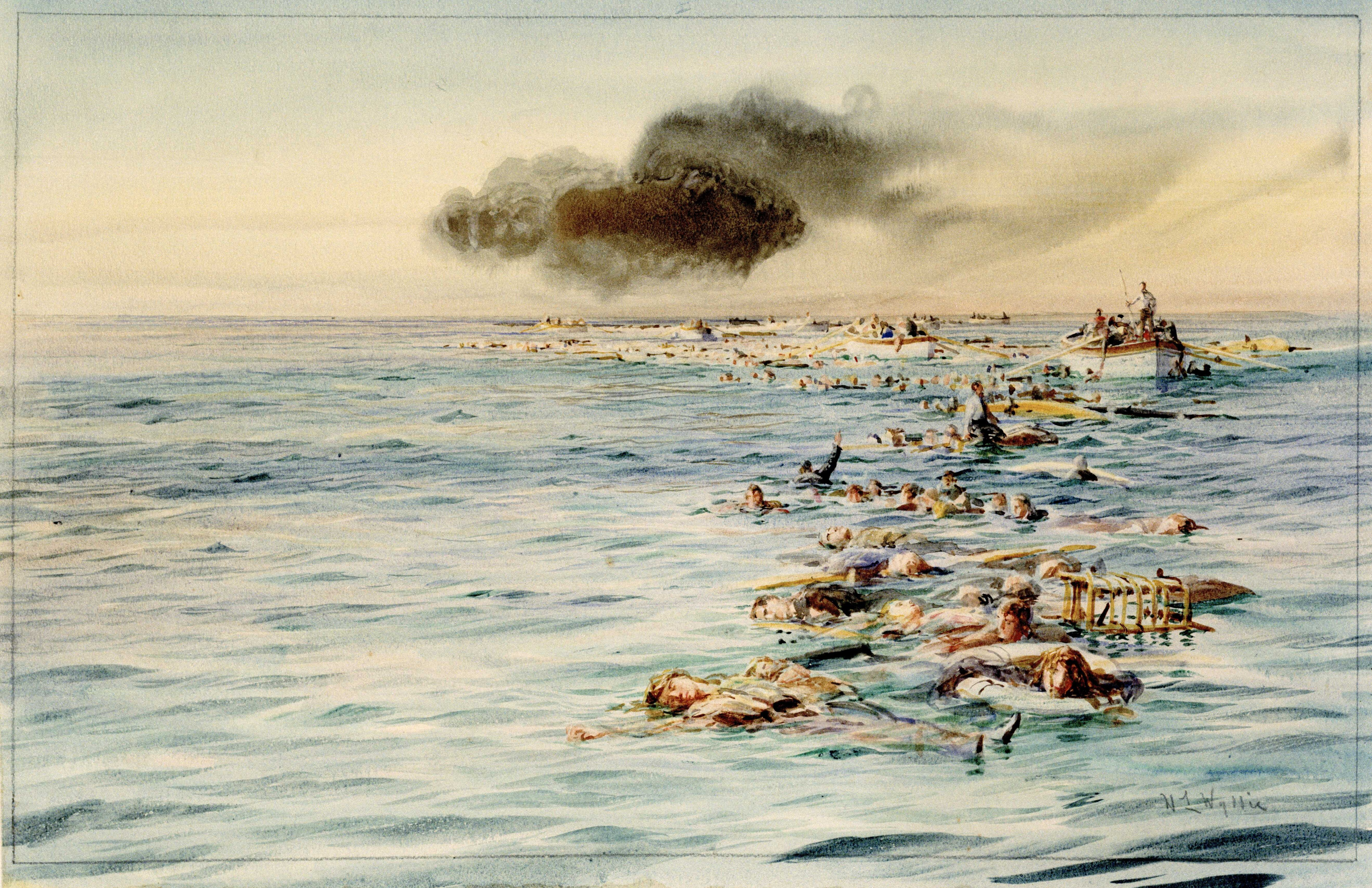
沈没後

船長はブリッジに戻り、船と運命を共にするつもりであったが、水流によってドアが破壊され船外に流され、浮いていた椅子にしがみついた。船長はやがて意識を失い椅子と共に漂流していたが、3時間後に救助された。ルシタニアの船体は水深100mの海底に船首部が着底したが、船体が巨大であったため、着底した船首によって支えられ、沈没後しばらくは船尾部が水面上にあった。その後、ボイラーの爆発と船の傾斜により第3煙突が崩壊し、残りの煙突も次々に傾斜により倒壊した (当時の煙突は、背が高く重量があり、鋲で組み立てられ、甲板にワイヤーで固定されていた薄い筒であった)。ターナー船長は雷撃の直前2分前に現在位置を確認しており、沈没時の速度などを覚えていたため、戦後正確な沈没位置を証言することができた。
ルシタニアはわずか18分で南部アイルランド沖8 マイル (13 km) の地点に沈没し、1,198名の乗客が犠牲となった。その中には100人の子供も含まれていた。事故後浮上していた遺体はルシタニアの目的地であったクイーンズタウンに搬入され、教会で手厚く葬られたが、収容されなかった遺体も多い。

## 政治的な影響

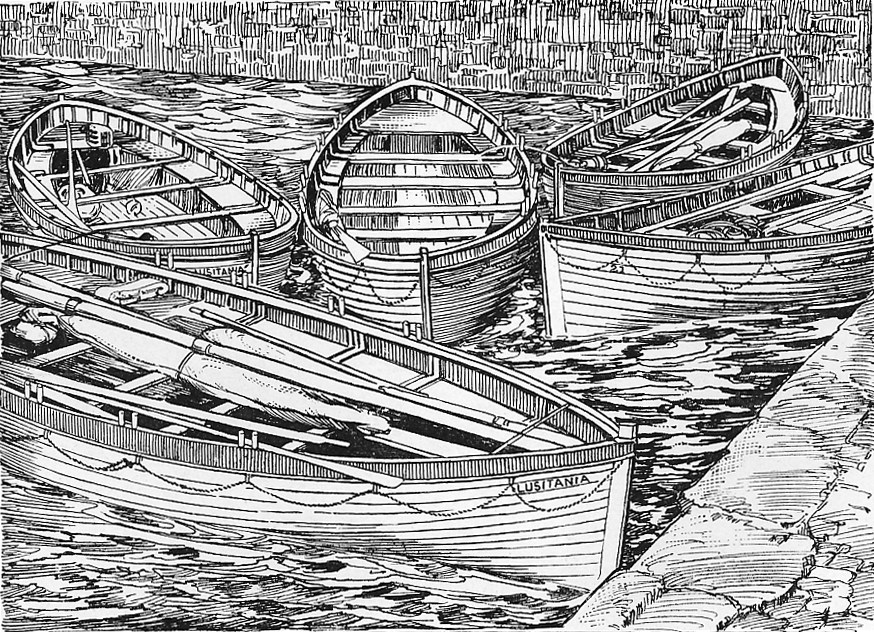
救命ボート

連合国側の宣伝はこの期を逃さなかった。また中立国も、その民間人の被害の大きさに驚愕し非難した。ルシタニアに乗船していた139名のアメリカ人のうち、128名が死亡した。これに対して、アメリカ側は激怒した。イギリスは、アメリカをドイツに対して宣戦を布告させる絶好の機会であると考え積極的に働きかけた。しかし、国務長官であったウィリアム・ジェニングス・ブライアンは、アメリカが参戦することを恐れ、抗議を込めて内閣を辞職した。また、大統領であったウッドロウ・ウィルソンはヨーロッパでの問題に自国を関わらせたくなかった。なぜならば、アメリカ国民のかなり、とりわけドイツ語で生活していたドイツ系の移民は、戦争に巻き込まれることを望んでいなかったし、そもそも、アメリカ国民がどれだけ怒ったとしても、当時の合衆国には戦争準備は出来ていなかったのである。ウィルソンはドイツに宣戦布告は行わず、代わりに正式な抗議文をドイツ政府に送った。
しかしドイツの無制限潜水艦作戦は、夏になっても様々な海域で続行され、8月19日には潜水艦「U-24」がホワイト・スター・ラインの客船アラビックを撃沈、44名の乗客・乗務員が犠牲となった。このうち3名がアメリカ人で、ウィルソン大統領はドイツの外交官を通じて、改めて抗議の意思を伝えた。
8月27日、ドイツ皇帝ヴィルヘルム2世はドイツ軍部の反対をよそに、潜水艦に対し大型商船への攻撃に関する厳しい制限と手続きを課したため、民間船への攻撃が事実上困難となり、1915年9月18日に無制限潜水艦作戦は一旦中止された (のちに、ドイツ海軍は無制限潜水艦戦争を開戦当初に始めなかったことが敗因の一つであったと皇帝に報告している)。
しかしこの頃ミュンヘンのメダル製造業者カルル・ゲッツ (Karl Goetz) が、1915年8月にルシタニア撃沈を祝う大型メダルを作成、販売した。このメダルにはルシタニア沈没時の様子(やや不正確ではあるが、雷撃からしばらく経った後の様子)が描かれており、"Geschäft Über Alles" (商売が第一) というメッセージ、ルシタニア沈没時の日付1915年5月5日 (日付が不正確で、実際は5月7日) という文字が刻まれていた。ドイツ政府は販売を禁止したが、ゲッツは単なる冗談だと弁解した。しかしこのことが、さらに反ドイツの雰囲気を高める結果となった。後にイギリスのナショナリストが複製品を手にいれ、ドイツの卑劣さを見せ付けるためにこの複製品を25万枚から30万枚ほど売りさばいた。この行為は政府によって鎮圧され、メダルは没収された。
この事件を機に、伝統的なモンロー主義に代わって、反ドイツの気運が米国内で高まっていった。
1916年5月、ドイツの外務大臣ゴットリープ・フォン・ヤゴーは駐独アメリカ大使ジェイムズ・W・ジェラードに対し、「アメリカの中立国としての立場を尊重する」と明言した。これにより一時的に米独関係は改善し、ウィルソンは1916年アメリカ合衆国大統領選挙で「He Kept Us Out of War」というスローガンを掲げ、戦争にアメリカを巻き込まなかったことをアピールし再選を果たす。しかし直後に1917年1月のツィンメルマン電報事件が発生し、ドイツの無制限潜水艦作戦の再開を経た1917年4月6日、米国が正式にドイツに宣戦布告をする。
1918年にはウィンザー・マッケイによるアニメ作品『ルシタニア号の沈没』が制作されている。
なお、キュナード社は戦後ドイツから、ハパグ社が保有する当時世界最大級の客船であったインペラトールを賠償として引き渡され、ベレンガリアとして1938年まで使用した。

## 沈没時の主な乗客

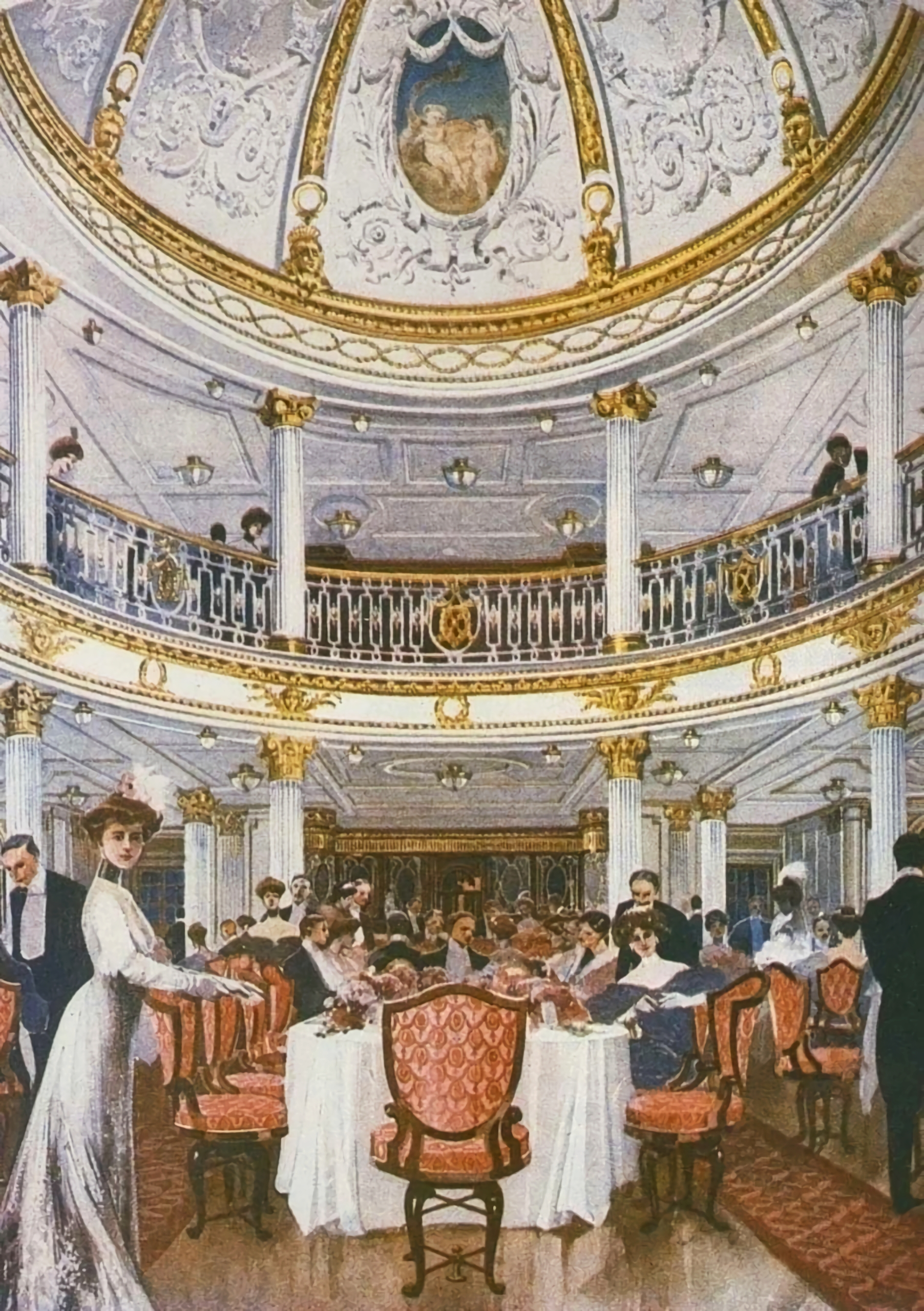
一等客室用の食堂

ルシタニアは最後の航海では1,257人の乗客と702人の乗組員の1,959人を乗せていた。著名人のリストは以下のとおりである。
- カナダ人ビジネスマン、初代準男爵フレデリック・オア・ルイス (Frederick Orr Lewis、生還)
- カナダ人銀行家ハーバート・サミュエル・ホルト（英語版） (Herbert Samuel Holt) の息子で後継ぎであったウィリアム・R・G・ホルト（英語版） (William R. G. Holt、生還)
- モントリオール社交界の名士であり政治家ジョージ・ワシントン・スティーブンス（英語版） (George Washington Stephens) の妻フランセス・マッキントッシュ・スティーブンス (Frances McIntosh Stephens、死亡)
- トロントに住む、カナダ赤十字の創設者ジョージ・スターリング・ライアーソン（英語版） (George Sterling Ryerson) の妻メアリー・クラウザー・ライアーソン (Mary Crowther Ryerson、死亡)
- ニューヨークのエンジニア、経済学者、政治家であるリンドン・W・ベイツ・ジュニア（英語版） (Lindon W. Bates, Jr.、死亡)
- 英国議員デイビッド・アルフレッド・トーマス（英語版） (David Alfred Thomas、生還)
- 彼の娘で英国の婦人参政権論者マーガレット (Margaret, Lady Mackworth、生還)
- アメリカ人建築家であり慈善家のシオデート・ポープ・リドル（英語版） (Theodate Pope Riddle、生還)
- ハーバード大学哲学教授であり米国の心霊現象研究協会 (ASPR) の共同創設者であるエドウィン・W・フレンド (Edwin William Friend、死亡、後に妊娠5カ月の妻が残された)
- オックスフォード大学教授で作家のイアン・ホルボーン（英語版） (Ian Holbourn、生還)
- 実業家H・モンタギュ・アラン（英語版） (H. Montagu Allan) の妻マーガライト (生還)、娘アンナ (死亡)、娘グウェンドリン (死亡)
- 女優リタ・ジョリヴェ（英語版） (Rita Jolivet、生還)、ジョセフィーン・ブランデル（英語版） (Josephine Brandell、生還)、アメリア・ハーバート (Amelia Herbert、死亡)
- 外科医アントワーヌ・ドパジュ（英語版） (Antoine Depage) の妻でベルギー外交官のマリー・ドパジュ（英語版） (Marie Depage、死亡)
- ニューヨークのファッションデザイナーのキャリー・ケネディ (Carrie Kennedy、死亡) と彼女の姉妹キャサリン・ヒクソン (Kathryn Hickson、死亡)
- アメリカ人建築業者でホテル経営者のアルバート・ビリック（英語版） (Albert Bilicke、死亡)
- 米国の化学者であり化学会社社長のアン・ジャスティス・シャイマ（英語版） (Anne Shymer、死亡)
- 脚本家チャールズ・クライン（英語版） (Charles Klein、死亡)
- アメリカ人作家ユストゥス・マイルズ・フォルマン（英語版） (Justus Miles Forman、死亡)
- アメリカ人劇場興業主チャールズ・フローマン (Charles Frohman、死亡)
- アメリカ人哲学者、作家でロイクラフト（英語版）創設者のエルバート・ハバード（英語版） (Elbert Hubbard、死亡) と、その妻で著述家、女権活動家のアリス・ムーア・ハバード（英語版） (Alice Moore Hubbard、死亡)
- シャンパン関連の実業家であり、慈善家のジョージ・ケスラー (George Kessler、生還)
- アメリカ人ピアニストのチャールズ・ナイト (Charles Knight、死亡) とその兄弟イレイン・ナイト (Elaine Knight、死亡)
- アイルランド人芸術収集家でダブリンのヒュー・レーン市立ギャラリー（英語版）の創立者であるヒュー・レーン（英語版） (Hugh Lane、死亡)
- アメリカ人でメキシコ石油固形燃料会社社長アルフレッド・S・ウィザビー (Alfred Scott Witherbee) の妻ベアトリス・ウィザビー (Beatrice Witherbee、生還)　と、その息子アルフレッド・スコット・ウィザビー・ジュニア (Alfred Scott Witherbee, Jr.、死亡) と彼女の母メアリー・カニングス・ブラウン (Mary Cummings Brown、死亡)
- アメリカ人技術者で起業家のフレデリック・スターク・ピアソン（英語版） (Frederick Stark Pearson、死亡) とその妻メイベル (死亡)
- 系図学者 ロスロップ・ウィシントン（英語版） (Lothrop Withington、死亡)
- スポーツマンで富豪でありヴァンダービルト家のひとりであるアルフレッド・グウィン・ヴァンダービルト (Alfred Gwynne Vanderbilt、死亡) – 赤ちゃんを抱いた女性に救命胴衣をしっかり装着させているところが最後に目撃されている。
- 舞台美術家オリバー・P・バーナード（英語版） (Oliver P. Bernard、生還)、彼による沈没のスケッチはイラストレイテド・ロンドン・ニュース (Illustrated London News) において公表されている。
- 政治家であり後にはスペインに対するアメリカ合衆国大使になったケンタッキー州ルイビルのオグデン・ハガティ・ハモンド（英語版） (Ogden Haggerty Hammond、生還)、と彼の最初の妻でニュージャージー州ホーボーケンのメアリー・ピクトン・スティーヴンズ (Mary Picton Stevens、死亡) はジョン・スティーブンスとロバート・リビングストン・スティーブンス（英語版） (Robert Livingston Stevens) の子孫である (夫妻はニュージャージー州女性議員ミリセント・フェンウィック（英語版） (Millicent Fenwick) の両親である)
- 前アメリカ合衆国内務長官ウォルター・L・フィッシャー（英語版） (Walter L. Fisher) の兄弟のハワード・L・フィッシャー博士 (Dr. Howard L. Fisher、生還)
- ニューヨークの新聞編集者、雑誌 The Chap Book と The House Beautiful の編集・出版者でメルビル・イライジャ・ストーン (Melville Elijah Stone)の息子であるハーバート・S・ストーン (Herbert S. Stone、死亡)
- 英国の神学者、著述家、ペンシルベニア州フィラデルフィアの聖クレメント教会の牧師であるバジル・マチューリン（英語版） (Rev. Dr. Basil William Maturin、死亡)
- アンドリュー・カーネギーの経理担当ビジネスマンでニュージャージー州ウエスト・オレンジのロバート・A・フランクスの20歳の姪フィリス・ハッチンソン (Phyllis Hutchinson、死亡)
- アイルランドの作曲家、指揮者トーマス・オブライエン・バトラー（英語版） (Thomas O'Brien Butler、死亡)
- USラバー社長アーサー・H・アダムス (Arthur H. Adams、死亡)
- ブリティッシュコロンビア州の実業家、政治家のジェームズ・ダンスミュア（英語版） (James Dunsmuir) の下の息子でトロント在住のカナダ兵士ジェームズ・A・ダンスミュア (James A. Dunsmuir、死亡)
- 父の死後、トマス・B・ジェフリー社代表に就任したチャールズ・T・ジェフリー (Charles T. Jeffery、生還)
- ブース蒸気船会社取締役ポール・クロンプトン (Paul Crompton、死亡)、その妻グラディス (Gladys、死亡)、子供6人 (死亡)、子守 (死亡)
- ハリー・ラセター（英語版）少将 (Major General Harry B. Lassetter) の妻でジョン・M・アンティル（英語版）少将 (Major General John M. Antill) の兄弟のエリザベス・アンティル・ラセター (Elisabeth Antill Lassetter、生還)
- カナダのデパート創設者ティモシー・イートン（英語版） (Timothy Eaton) の娘ジョセフィン・イートン・バーンサイド (Josephine Eaton Burnside、生還)、と彼女の娘アイリス・バーンサイド (Iris Burnside、死亡)
- ニューポート・ニューズ造船所社長アルバート・L・ホプキンス (Albert L. Hopkins、死亡)

### 最後の生存者
オードリー・ローソン・ジョンストン (1915年2月生まれ) は、ルシタニア沈没の生存者であった。彼はイングランドベッドフォードシャーに居住していたが、1997年に亡くなり、最後の生存者であったバーバラ・マクダーモットも、2008年4月12日に死去した。

## 論争

### 第2の大爆発

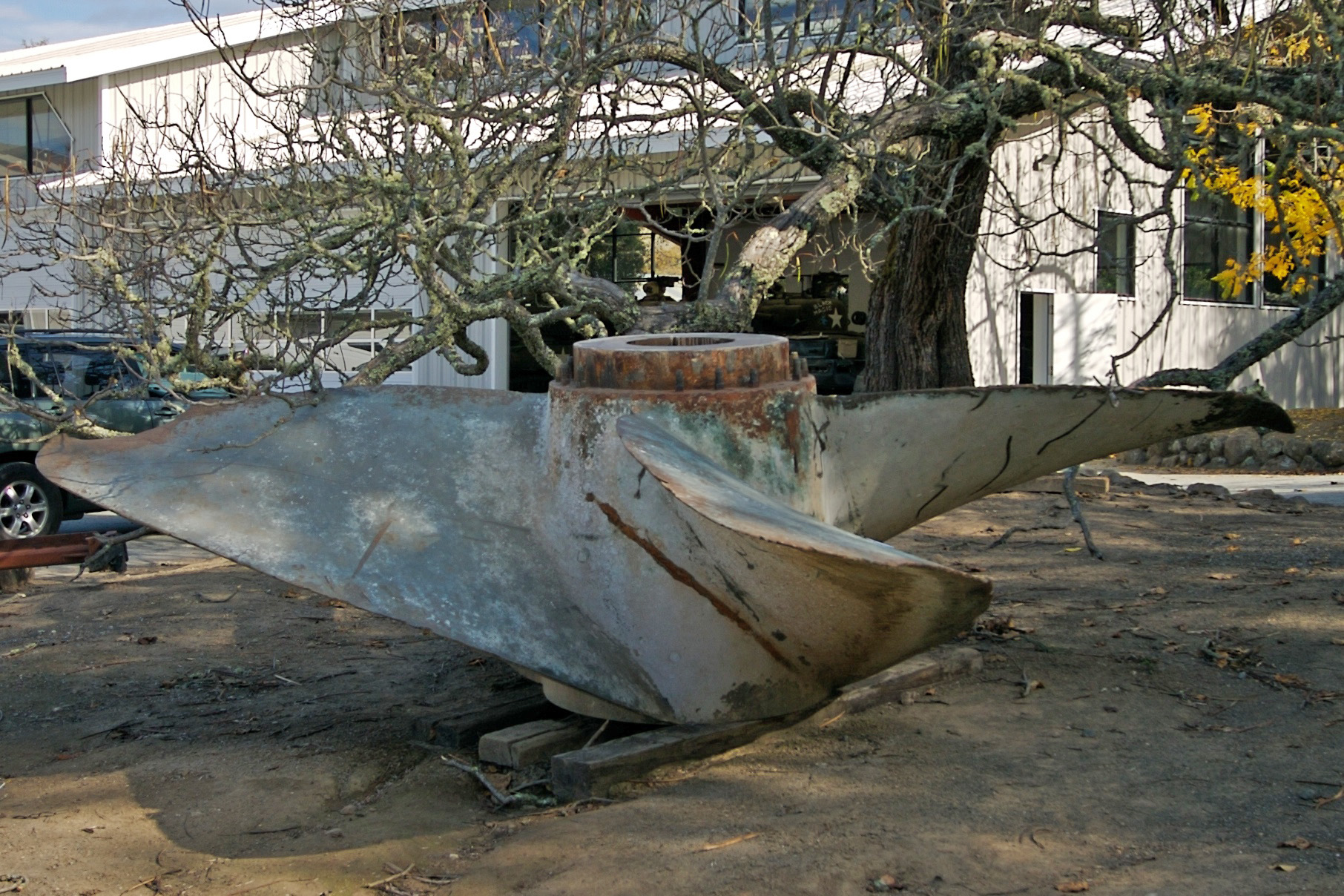
ルシタニアのスクリュー

ドイツはルシタニアに少量の弾薬・銃器類が秘密裏に積まれており、シュヴィーガー艦長が単に義務を果たしただけであるとして攻撃の正当性を主張した。また、魚雷による雷撃の衝撃に続いて発生した第2の大爆発は、潜水艦艦長の「火薬の誘爆を認める」との戦闘報告どおりであり、この弾薬類に引火したものであるとも主張した。ただし、ドイツ側が事前に臨検を行ったわけではなく、撃沈時の航海で弾薬や銃器が発見されたわけではない。一方、イギリス側は弾薬・実弾の搭載を認めなかった。
この後、調査隊が送り込まれ、ルシタニアの残骸を調査したところ、攻撃を受けた側と反対側には損傷が見られないことから、弾薬のようなものの爆発は起きていないことが分かった。
1993年、タイタニックの発見で知られている海洋考古学者ロバート・バラードが、ルシタニアの残骸を改めて調査し、船体に空いた穴を確認した。この調査で、バラードは、ルシタニアの石炭庫が粉塵爆発を起こしたものと推測した。バラードは、航海の終わりにさしかかり空になっていた石炭庫に魚雷が命中したことにより空気が入って、さらに火花が散ったため舞い上がった粉塵が爆発を起こしたものだと推測した。しかし、その後の議論で、粉塵爆発は不可能に近いとの意見が出た。反対派によると、魚雷によって穴が空き空気が入ったのなら同時に海水も流れ込み、爆発するのはありえないとした。
その後、アメリカ海軍による調査が行われ、第2の爆発は粉塵爆発ではなく、高圧のボイラーが爆発した、というのがもっともらしい原因だとした。その他にも歴史家や専門家が様々な意見を出しているが、ボイラーの水蒸気爆発がもっとも有力な説である。
ナショナルジオグラフィック・チャンネルで放映された番組「ドイツ軍が沈めた客船の謎」(Dark Secrets of the Lusitania) でも、海底に沈む船体の調査に加えて、石炭粉塵やルシタニアへの積み込みが疑われている弾薬原料 (粉末アルミニウム、綿火薬) が爆発した場合などの実験とシミュレーションを実施。魚雷による破口から流入した海水が高温のボイラーに触れたことによる水蒸気爆発が、船体の破損状況や生存者による目撃証言と整合するとの見解を示した。

### 近年の展開
1967年、ルシタニアの残骸はリバプール・ロンドン戦争保険協会から元米海軍ダイバーのジョン・ライトに1,000ポンドで売却された。グレッグ・ビーミスは1968年に残骸の共同所有者になり、さらに単一の所有者になるため1982年までに彼の共同所有者から権利の買い取りを済ませている。引き続いて彼は彼の所有権が法的に隙のないものであることを確実にするため1986年には英国、1995年には米国、そして1996年にはアイルランドの法廷に訴えた。
関係した法廷で彼の所有権に異議を示すものは無かったが1995年アイルランド政府はそれは国定記念物法 (National Monument) の下で史跡の地であることを宣言し、それは彼がどんな手段においてもそのもの、あるいはその中身に干渉することを禁じた。長期化した法廷闘争の後、2007年ダブリンの最高裁判所は当時の芸術文化財省 (Arts and Heritage Ministry) 長官はビーミスの2001年における申請の際に法律を間違って解釈したと判決し、ビーミスに対する5年間の調査許可の発給を拒否した芸術文化財省の決定を覆した。ビーミスはダイビングのために、また船に何が起きたかの全貌を知るために役立つ可能性のあるあらゆる遺物と証拠を回収し解析する計画を立てた。彼は見つけられる物品は全て分析の後には博物館に寄贈されると発言している。ヒュー・レーン卿 (en:Hugh Lane) が鉛管に入れて運んでいたと信じられている芸術品の中のルーベンス、レンブラント並びにモネの絵などの回収された美術品 は全てアイルランド政府の所有物であり続ける。
2008年7月下旬、グレッグ・ビーミスは環境担当の当局から「映像関連」の許可を得た。それは彼が残骸全てを写真やフィルムに収めることを認めるものであり、その高解像度の画像を初めて制作することを彼に許可するというものであった。ビーミスは残骸の損傷を評価し、彼が500万ドルかかると見積もっている船の法的調査のための詳細な計画を立てるために、収集したデータを使用する計画を立てた。フロリダを拠点とするオデッセイ・マリーン・エクスプロレイション社 (Odyssey Marine Exploration, OME) がビーミスと契約し、その調査を実行することになった。環境担当当局の水中考古学班は調査が侵犯的ではない方法で実施されることを保証するために調査チームに加わることになり、またディスカバリーチャンネルの撮影班も同行取材することになった。
許可の下ダイビングを行ったコーク・サブ・アクア・クラブのダイビング・チームは船首部分の箱の中にルシタニアで運ばれた15,000発の.303 (7.7×56mmR) 口径ライフル銃弾を発見した。発見物は写真に取られたが許可の条件の下、本来の場所 (in situ) に残された。2008年12月、グレッグ・ビーミスはさらに400万発の.303銃弾を発見し、残骸の本格的な法的調査のために2009年に追加の潜水調査を委託する計画を発表した。
アメリカ・ドイツ合作の「ルシタニアの沈没：海の恐怖 (en:The Sinking of the Lusitania: Terror at Sea)」は2007年5月13日にはアメリカのディスカバリーチャンネル、2007年5月27日にはイギリスのBBC Oneにおいて最初の放送が行われた。

### 英国の爆雷による1950年代の損傷
ダブリンを拠点とするテクニカル・ダイバーのデス・クイグリーは1990年代ビーミスの許可を得て残骸に対するダイビングを行っていた者であり、残骸は「スイス・チーズのようだ」、また船の周りの海底は「不発のヘッジホッグ爆雷が散乱している」と報告している。英国海軍当局は残骸の上で単に「演習」していただけと主張したが、他からは実際は海軍が故意に証拠を隠滅しようとしていたとする意見が示されている。ダブリンのトリニティ・カレッジのウィリアム・キングストン教授は「英国海軍と英国政府がルシタニアについてどんなものでも発見されてしまうことを妨げようと長年にわたり相当な手段を取ってきたことに全く疑いはない」と発言している。
2009年2月、ディスカバリーチャンネルのテレビ・シリーズ「トレジャー・クエスト」はグレッグ・ビーミスと難破船の専門家のチームが遠隔操作の無人潜水艇で残骸を調査する様子を「暴露されたルシタニア」と題して放映した。番組のある部分でコーヴの住民は1950年代のある二週間の期間に英国海軍が残骸の上に爆雷を落とし、それが状態をひどく悪化させたと長年信じていることが指摘された。多くのコーヴ住民が海岸で爆破を聞き、複数の海軍艦船が残骸の場所の周りにとどまっているところを見ていることが述べられた。番組のある部分では何気ない映像の中、残骸の内部において見つかった不発弾が遠隔操作の潜水艇のビデオカメラによってはっきり映された。グレッグ・ビーミスとチームのメンバーは「さらなる引き揚げを阻止するためにできるだけ残骸の魅力を削ごうと」、また「ダイバーが入り、そこに禁止されていた貨物があったことが発見されることを防ぐ」ために英国海軍が故意にルシタニアの沈んでいる地点で爆雷を使用したと信じている。いずれの政府もまだ爆雷使用を認めていない。ナレーションは爆雷が多分船の上部デッキを瞬時に押しつぶし、残骸の散乱をより大きくしたと伝えている。

## フィクション
第一次世界大戦を背景としたジョン・ガードナーの小説「スパイの家系 (The Secret Generations,1985)」には、当時の英国海相ウィンストン・チャーチルがホワイトホール (ロンドン)のイギリス海軍省内の一室で、海軍次官、同情報部長と三人で、アメリカ合衆国を参戦に導くため、ルシタニアが最も危険な海域であるアイルランド沿岸にさしかかる時、警告せずに通常の航路を取らせた上、英海軍の護衛艦艇を離脱させ、船をあえて犠牲にする謀議を巡らす場面がある。この謀議では、チャーチルら海軍幹部は、沈没後すぐ英艦艇が救助に駆けつければ人命の損害は軽微で済むと判断していたこと、さらに、ルシタニアが大量の弾薬を搭載し、それをドイツ側が周知していることをも認識していたことになっているが、あくまで創作であり、確たる実証には乏しい。

## その他著書・リンク
- トーマス・A・バーリー "German Documents Relating to the 'Lusitania'"、The Journal of Modern History、Vol. 8, No. 3(1936年9月)、pp. 320–37 in JSTOR
- Timeline - 出典
- Facts and Figures - 出典